# 45秒
「45秒」（よんじゅうごびょう、45 seconds）は2013年5月29日にニコニコ動画に投稿され、2021年1月14日にリリースされたれすぽんの楽曲。ボーカロイドに初音ミクとGUMIが起用されている。

## 概要
ニコニコ動画に投稿されているボカロ楽曲作品群「45秒シリーズ」の楽曲であり、同シリーズを代表する曲。タイトルの通り、僅か45秒である。
あにまおによる踊ってみた動画のダンスが各種SNSで流行し、歌詞の「45秒で何ができる?」というフレーズと共に拡散されている。

## 収録内容
| 全作詞・作曲: れすぽん。 |                        |          |            |
| #                        | タイトル               | 作詞     | 作曲・編曲 |
| 1.                       | 「45秒」               | れすぽん | れすぽん   |
| 2.                       | 「45秒(Instrumental)」 | れすぽん | れすぽん   |

## CM
明星食品の明星チャルメラのCM「チャルメラ「3秒あれば篇」」に本楽曲の替え歌が使用された。同CMには女優の本田翼が出演しており替え歌に合わせたオリジナルのダンスを踊った他、後にダンスの練習風景が撮影メイキング動画が公開された。